# Bautista Álvarez
Bautista Goyel Álvarez Domínguez (San Amaro, 1933 - Beariz, 16 de septiembre de 2017), más conocido como Bautista Álvarez, fue un político galego de ideología nacionalista gallega.
Nació en la aldea de Loucia, en la parroquia de Las, en el municipio orensano de San Amaro, en el seno de una familia de labradores. Estudió en el seminario de Orense.
Fue miembro fundador de la Unión do Povo Galego (UPG) en 1964, siendo uno de los redactores de su programa y su presidente desde 1977. En 1965 se trasladó a Madrid a hacer el servicio militar, comenzando también estudios de Filosofía y Letras en la Universidad Complutense de Madrid. En la capital tomó contacto con la colonia gallega, compuesta fundamentalmente por estudiantes, y fue uno de los fundadores del grupo Brais Pinto. En 1969 fue detenido por primera vez, acusado de mantener ideas «separatistas marxistizantes». En 1973 volvió a Galicia, estableciéndose en Vigo, donde se dedicó al activismo clandestino, como miembro del consejo ejecutivo de la UPG. En esta época fue detenido varias veces. Tras la muerte de Franco, fue detenido de nuevo por participar en una manifestación pro amnistía, en diciembre de 1976 y juzgado por el Tribunal de Orden Público en 1977.
En el I Congreso de la UPG, celebrado en agosto de 1977, fue elegido presidente de la formación, un cargo para el que fue reelegido en todos los congresos sucesivos y que ocupó hasta su muerte.
Participó en la fundación del Bloque Nacionalista Galego (BNG) en 1982 y fue elegido diputado al Parlamento de Galicia en las elecciones autonómicas de 1981 por la circunscripción de La Coruña en las candidaturas de la coalición entre el Bloque Nacional-Popular Galego (BN-PG), del que la UPG era la principal formación, y el Partido Socialista Galego (PSG). Sin embargo, fue expulsado del Parlamento de Galicia con sus dos compañeros de candidatura por negarse a acatar la Constitución de 1978. Revalidó su acta de diputado autonómico en las elecciones de 1989, 1993, 1997, 2001 y 2005, siempre por la circunscripción de La Coruña.
Participó en varias conferencias de la Confederación de Organizaciones de Naciones sin Estado de Europa Occidental (CONSEO) y recibió varias distinciones. En la legislatura 1997-2001 fue vicepresidente segundo del Parlamento de Galicia. En 2004 el BNG creó la Fundación Bautista Álvarez de Estudos Nacionalistas, de la que el propio Bautista Álvarez fue nombrado presidente.
Falleció en septiembre de 2017 en una residencia de Beariz.